# ჱ
He (ჱე), este o literă arhaică a alfabetului georgian și nu se mai folosește
în scrierea limbii georgiene.

## Reprezentare în Unicode
- Asomtavruli Ⴡ : U+10C1
- Mkhedruli și Nuskhuri ჱ : U+10F1